# ATPCO
Az ATPCO, ATP vagy Airline Tariff Publishing Company több mint 500 légitársaság naprakész árait és kondícióit publikáló vállalat. A washingtoni székhelyű cég számos Egyesült Államok-beli és nemzetközi légitársaság tulajdona.
ATPCO a légitársaságok információit elektronikus formában tárolja és juttatja el napi több alkalommal a GDS rendszerekbe, mint például Galileo, Amadeus, Sabre, Worldspan, Travelport.
Ily módon rendszerük lehetővé teszi a légitársaságoknak, hogy versenytársaik adatait valós időben monitorozzák, s képessé váljanak a piac változásainak gyors lereagálására, versenyképességük megőrzésére.

## Főrészvényesek
ATPCO főrészvényesei amerikai és nemzetközi légitársaságok, melyek közül néhány:
- Air Canada
- Air France
- Alaska Airlines, Inc.
- Aloha Airlines, Inc.
- American Airlines, Inc.
- British Airways
- Continental Airlines, Inc.
- Crossair/Swiss International Air Lines, Ltd.
- Delta Air Lines, Inc.
- FedEx
- Hawaiian Airlines, Inc.
- Iberia Air Lines of Spain
- Japan Airlines
- KLM Royal Dutch Airlines
- Lufthansa German Airlines
- Northwest Airlines, Inc.
- Scandinavian Airlines System
- United Airlines
- US Airways

## Külső hivatkozások
- ATPCO honlapja